# Shura no Mon (jeu vidéo)
Shura no Mon (修羅の門) est un jeu vidéo de combat sorti en 1992 sur Mega Drive. Le jeu a été développé et édité par Sega. Il a été réédité en 1998 sur PlayStation par Kōdansha avec des graphismes en 3D et de nombreuses nouveautés. Il est basé sur le manga du même nom, Shura no Mon, et n'est sorti qu'au Japon pour ses deux versions.